# Liza Lehmann
Liza Lehmann (Londen, 11 juli 1862 – aldaar 19 september 1918) was een Brits sopraan en componist.

## Achtergrond
Elisabetha Nina Mary Fredrica Lehmann werd als oudste dochter geboren binnen een artistiek milieu. Haar vader was de Duitse schilder Rudolf Lehmann, wiens vader eveneens kunstschilder was. Haar moeder was Amalia Chambers, een muzieklerares, componiste en arrangeur. Zij was dochter van uitgever en schrijver Robert Chambers. De familie woonde tijdens Liza’s geboorte in Rome, doch vader en moeder wilden dat het kind de Britse nationaliteit kreeg. De ouders waren bevriend met Franz Liszt. In 1894 huwde Liza componist en artiest Herbert Bedford. Hun oudste zoon sneuvelde in een militaire oefening voor de Eerste Wereldoorlog. Via hun tweede zoon Lesley werd Liza oma van dirigent Steuart Bedford en componist/dirigent David Bedford. Die laatste is bekend vanwege zijn werk met Mike Oldfields Tubular Bells. Liza overleed in 1918, vlak nadat ze haar memoires had overhandigd. Ze werden in 1919 onder de titel The life of Liza Lehmann, by herself uitgegeven. Liza’s zusters kwamen ook goed terecht:
- Marianna huwde vioolbouwer Edward Heron-Allen
- Amelia huwde schrijver Barry Pain
- Alma huwde Edward Goetz, zoon van een componiste.

## Muziek
De eerste muzieklessen kwamen uiteraard van haar moeder, maar dan vooral op de piano. Even later mocht ze aanschuiven bij zangeres Jenny Lind en pianiste Alma Haas. Vervolgens kwam haar studie tot volledige wasdom met zanglessen bij Albert Randegger, compositielessen in Rome, Wiesbaden en Hamish MacCunn in Londen. Dankzij haar vader, die een portret maakte van Giuseppe Verdi ontmoette Liza ook deze componist. Tijdens een verblijf in Frankfurt am Main leerde ze zowel Clara Schumann als Johannes Brahms kennen. Ze had toen al opgetreden tijdens allerlei concerten, waarbij ook een optreden met de voorloper van het Berliner Philharmoniker. Dat optreden kwam op voorspraak van violist Joseph Joachim, die enige tijd in Engeland verbleef. Ze zong in concertseries in St James’ Hall. Tijdens een van die concerten op 17 maart 1890 zong ze twee liederen. De rest van de avond werd gevuld met kamermuziek van het strijkkwartet van Joseph Joachim en een gastoptreden van de Noorse pianiste Agathe Backer-Grøndahl. Haar zangcarrière kwam in 1894 vervroegd ten einde als gevolg van haar huwelijk maar ook waarschijnlijk door een lichte Aangezichtsverlamming van Bell. Daarna schakelde ze over naar het zingen van liederen. Zo was er een Amerikaanse tournee in 1910, waarbij ze zichzelf begeleidde. In 1902 en 1917 zong ze tijdens Promsconcerten. Voorts gaf ze nog les, bijvoorbeeld aan de Guildhall School of Music (1913).

## Componeren
Nadat ze haar actieve operaloopbaan had afgesloten begon ze aan het schrijven van muziek. Haar oeuvre bestaat grotendeels uit liederen in allerlei soorten en maten. Ze was samen met Ethel Smyth en Maude Valerie White de componiste met de meeste liederen aan het begin van de 20e eeuw. De liederen behoren inmiddels tot het vergeten repertoire. Dat was vroeger anders. Haar liederen zijn talloze keren te horen geweest in de Promsconcerten. Populairst daarbij was haar bundel In a Persian Garden, dat tussen 1900 en 1930 veertien (!) keren werd uitgevoerd, maar daarna ook voorgoed verdween. Daarnaast zijn van haar nog enigszins bekend de noten die ze schreef bij een muzikale comedie en een operette.

### Oeuvre

#### Theater
- Sergeant Brue, muzikale comedie (Londen, 14 juni 1904)
- The Vicar of Wakefield, operette (Manchester, 12 november 1906)
- Everyman, opera (London, 28 December 1915)

#### Stem met orkest
- Young Lochinvar, op tekst van Walter Scott voor bariton, koor en orkest (1898)
- Endymion, op tekst van Henry Wadsworth Longfellow voor sopraan, koor en orkest (1899)
- Once Upon a Time, cantate (Londen, 22 februari 1903)
- The Golden Threshold, op tekst van  S. Naidu, voor sopraan, alt, tenor en bariton, koor, en orkest (1906)
- Leaves from Ossian, cantate (1909)

#### Vocale kamermuziek
- In a Persian Garden (E. FitzGerald, naar O. Khayyām) (1896)
- The Daisy-Chain (L. Alma-Tadema, R.L. Stevenson en anderem) (1900)
- More Daisies (1902)
- Nonsense Songs (naar Lewis Carroll: Alice in Wonderland) (1908)
- Breton Folk-Songs (naar F.M. Gostling) (1909)
- Prairie Pictures (Lehmann) (1911)
- Parody Pie (1914)

#### Liederen voor solostem
- Mirage (H. Malesh) (1894)
- Nine English Songs (1895)
- Eight German Songs (1888)
- Twelve German Songs (1889)
- In memoriam (Tennyson) (1899)
- Cameos: Five Greek Love-Songs (1901)
- Five French Songs (G. Boutelleau, F. Plessis) (1901)
- To a Little Red Spider (L.A. Cunnington) (1903)
- The Life of a Rose (L. Lehmann) (1905)
- Bird Songs (A.S.) (1907)
- Mr. Coggs and Other Songs for Children (E.V. Lucas) (1908)
- Liza Lehmann Album (1909)
- Five Little Love Songs (C. Fabbri) (1910)
- Songs of a ‘Flapper’  (Lehmann) (1911)
- Cowboy Ballads (J.A. Lomax) (1912)
- The Well of Sorrow (H. Vacaresco: The Bard of the Dimbovitza) (1912)
- Five Tenor Songs (1913)
- Hips and Haws (M. Radclyffe Hall) (1913)
- Songs of Good Luck (Superstitions) (H. Taylor) (1913)
- Magdalen at Michael’s Gate (H. Kingsley) (1913)
- The Poet and the Nightingale (J.T. White) (1914)
- The Lily of a Day (Jonson), 1917
- There are Fairies at the Bottom of Our Garden (R. Fyleman), 1917
- When I am Dead, My Dearest (C. Rossetti), 1918
- Three Songs for Low Voice (Meredith, Browning) (1922)

#### Ander vocaal werk
- Music, When Soft Voices Die (Percy Bysshe Shelley), zangstem, piano
- The Secrets of the Heart (H. Austin Dobson) voor sopraan, alt en piano (1895)
- Good-Night, Babette! (Austin Dobson), voor sopraan, bariton, viool, cello en piano (1898)
- The Eternal Feminine (monologue, L. Eldée) (1902)
- Songs of Love and Spring (E. Geibel), voor alt, bariton en piano (1903)
- The Happy Prince (recitation, O. Wilde) (1908)
- Four Cautionary Tales and a Moral (Hilaire Belloc), twee zangstemmen en piano (1909)
- Four Shakespearean Part-Songs (1911)
- The Selfish Giant (recitation, Wilde), 1911
- The High Tide (recitation, J. Ingelow) (1912)
- Behind the Nightlight (J. Maude, N. Price) (1913)
- Three Snow Songs (Lehmann), solostem, piano, orgel en vrouwenkoor (1914)

#### Instrumentale muziek
- Romantic Suite, viool en piano (1903)
- Cobweb Castle, piano (1908)

- Bibliothèque nationale de France: cb139875701 (data)
- Gemeinsame Normdatei: 129444073
- International Standard Name Identifier: 0000 0000 8082 4413
- Library of Congress Control Number: nr88005073
- Nationale Bibliotheek van Letland: 000071423
- MusicBrainz: 4910fa43-6e38-4730-b51d-31c8c64dfee4
- Bibliotheek van het Japanse parlement: 01060658
- Nationale Bibliotheek van Tsjechië: xx0165105
- Nationale Bibliotheek van Israël: 987007288334905171
- Nederlandse Thesaurus van Auteursnamen: 07444882X
- Istituto Centrale per il Catalogo Unico: MUSV038154
- SNAC: w68s4xbd
- Trove: 1169271
- Virtual International Authority File: 2665927
- WorldCat: E39PBJjhFPc8T63kJRvjgDQXh3